# Ђербидо (Торино)
Ђербидо је насеље у Италији у округу Торино, региону Пијемонт.
Према процени из 2011. у насељу је живело 2412 становника. Насеље се налази на надморској висини од 265 м.